# Xenomyrmex
Xenomyrmex é um gênero de insetos, pertencente a família Formicidae.